# San Antonio Spurs
A San Antonio Spurs a Texas állambeli San Antonio profi kosárlabdacsapata, amely az amerikai professzionális kosárlabda-bajnokságában, vagyis az NBA-ben (National Basketball Association) szerepel. A Spurs az egyetlen olyan csapat, amely az NBA elődjének számító ABA-ban (American Basketball Association) is szerepelt, és már nyert NBA bajnoki címet. 1999, 2003 és 2005 után 2007-ben és 2014-ben is sikerült megnyerni a bajnokságot, és ezzel holtversenyben a negyedik legsikeresebb csapat az NBA-ben.

## Története
A Spurs csapatát, illetve annak elődjét 1967 májusában alapították Dallasban, Dallas Chaparrals néven. Ez az időpont szinte egybeesik az ABA születésével, amelyet ugyanazon év február elsején alapítottak.
Ez azonban nem véletlen, mert az újonnan megalakuló 11 csapatos bajnokság egyik résztvevője lett a Chapparals, miután Dallas indíthatta az egyik csapatot. 1971-ben egy szezon erejéig a csapat nevét Texas Chaparralsre változtatták, de ezután visszacserélték a korábbi nevet. Ezt használták tovább egészen 1973-ig, amikor a csapat átköltözött San Antonióba, mely ettől kezdve már a ma is használatos San Antonio Spurs nevet használta.
1976-ban egy úgynevezett fúziós egyezmény keretében az NBA négy, az ABA-ban szereplő csapat, köztük a San Antonio Spurs előtt is megnyitotta kapuit, így a Spurs 9 mérsékelt sikerű ABA idény után átkerült a sokkal népszerűbb és nagyobb múltú bajnokságba. Mivel a négy távozó csapaton kívül kettő feloszlott, a megcsappant létszámú bajnokság, az ABA nem folytatódott.
Az újonc San Antonio remekül mutatkozott be az NBA-ben: háromszor vezették a ligát dobott pontokban az első négy szezon után, és mindig az első három helyen szerepeltek az első nyolc év alatt, ám bajnoki címet sokáig nem sikerült szerezniük.
Kisebb-nagyobb sikereiket mindig egy-egy rossz szezon után érték el, amelyek után előkelő helyről választhattak a draft során. A katasztrofális 1986–1987-es szezon után, melyet 28 győzelemmel zártak, az első kör első választójaként lecsaptak David Robinson ra, ám vele csak a Nyugati Főcsoport döntőjéig jutott a csapat. Az igazi átütő sikerre egy évtizedet kellett várni.
1997-ben ismét első helyen választhatott a texasi együttes, amely ismét egy magasembert, Tim Duncant választotta. Ketten együtt már sikerre tudták vezetni csapatukat, hiszen 1999-ben a Spurs megszerezte története első bajnoki címét.
Ettől fogva a San Antonio mindig a végső győzelemre is esélyes élcsapatok egyikének számít. Bár David Robinson a második, 2003-as győzelem után visszavonult, a Spurs nélküle is képes volt még két bajnoki címet szerezni 2005-ben és 2007-ben, köszönhetően több külföldről igazolt játékosnak, köztük az argentin Manu Ginóbilinek és a francia Tony Parkernek.

## Visszavonultatott mezek
| #  | Név            |
| -- | -------------- |
| 00 | Jonny Moore    |
| 6  | Avery Johnson  |
| 6  | Bill Russell   |
| 12 | Bruce Bowen    |
| 13 | James Silas    |
| 20 | Manu Ginóbili  |
| 21 | Tim Duncan     |
| 32 | Sean Elliott   |
| 44 | George Gervin  |
| 50 | David Robinson |

## Játékosok

### Legendás játékosok

#### George Gervin
(Detroit, Michigan, 1952. április 27. –)
A hidegvéréről és gyorsaságáról ismert "Jégember" nem csak a Spurs, hanem az NBA történetének egyik legjobb kosárszerzői közé tartozott. Gervin másodévesként hagyta ott az Eastern Michigan Egyetemet és 1972-ben csatlakozott az ABA-ban szereplő Virginia Squires csapatához. 1974-ben került San Antonióba, így 1976-ban a csapattal együtt ő is az NBA-be került. Nagyszerű teljesítményének köszönhetően a Spurs hamar az élcsapatok közé került, bár bajnoki címet nem sikerült szerezniük. A San Antonio csapatában eltöltött kilenc szezon alatt végig 20 pont felett volt az átlaga, és négyszer lett gólkirály. 1985-ben Chicagóba igazolt, ám itt egy szezon töltött csak, miután 1986-ban visszavonult.
Pályafutása alatt Gervin összesen 26595 pontot szerzett, amely 25,1 pontos átlagnak felel meg. Öt szezonban került be az NBA legjobb csapatába, és kilencszer szerepelt az All-Star gálán, ahol 1980-ban a gála legjobbjának is megválasztották.
George Gervin később bekerült az NBA Halhatatlanok Csarnokába, valamint az NBA valaha volt 50 legjobb játékosa közé, ezenkívül 44-es számú mezét is visszavonultatták San Antonioban.

#### David Robinson
(Key West, Florida, 1965. augusztus 6. –)
A 216 cm magas játékos korszakának egyik legkiválóbb középjátékosa volt. Kiválóan tudott pontokat szerezni, passzolni, büntetőket dobni és blokkolni is.
A Naval Academy: NAVY hallgatójára 1987-ben csapott le a Spurs a draft első körének első választójaként. Ám a center bemutatkozására két évet várni kellett, mialatt Robinson katonai szolgálatát teljesítette. 1989-es bemutatkozása során kiderült, hogy megérte rá várakozni, hiszen az "Admirális" első szezonjában 24,3-as pont-, és 12-es lepattanóátlagot produkált, mellyel kiérdemelte az Év Újonca címet.
1996-ig minden évben 23, és 10 fölött volt a pont-, illetve lepattanóátlaga. 1992-ben az év legjobban védekező játékosának választották, 1994-ben pedig gólkirály lett 29,8 pontos átlaggal. 1995-ben megkapta az Év Legjobb Játékosa díjat MVP. 1997-ben mindössze 7 mérkőzésen játszott hátpanaszai miatt, de visszatérése után is kissé visszaestek az átlagai, ebben persze közrejátszott az ugyancsak center Tim Duncan érkezése, akivel együtt sokkal hatékonyabbá vált a csapat támadójátéka, ketten együtt 1999-ben bajnoki címig vezették az együttest.
Négy év múlva bejelentette visszavonulását, de a 2002/2003-as szezont még végigjátszotta. Bár pályafutása leggyengébb mutatóival zárta a szezont, remek játékával és tapasztalatával segítette csapatát, amely ismét bekerült az NBA nagydöntőjébe. A döntő, és egyben pályafutása utolsó mérkőzésén 13 pontot és 17 lepattanót szerzett, és ismét megszerezték a bajnoki címet. Később neki és Tim Duncannek közösen ítélte oda Az Év Sportembere címet a Sports Illustrated.
Robinson egyike azon négy játékosnak akik valaha elértek 10 pontot, 10 lepattanót, 10 blokkot és 10 assistot egyetlen mérkőzésen, ezen kívül ő a negyedik játékos, aki elérte a 71 dobott pontot egy mérkőzésen. A karrierjét végül 21,1 pontos és 10,6 pontos lepattanóátlaggal záró center
10-szer szerepelt az All-Star gálán, tagja az 50 valaha volt legjobb kosárlabdázónak, ezen kívül 2 olimpiai aranyat is nyert, hiszen tagja volt a barcelonai és az atlantai olimpiát megnyerő Dream Teamnek is.
50-es számú mezét visszavonultatták San Antonio-ban, melynek színeiben 14-éven át "szolgált", majd 2009-ben beválasztották a sportág halhatatlanjai közé NBA Hall of Fame.
Pályafutása főbb statisztikai adatai:
ALAPSZAKASZ: Évad= 14, Meccs= 987, Játszott percek= 34271 átlag= 34.7, Összes pont= 20790 á.= 21.1, Mezőnykísérlet= 14221-ből 7365 á.= 0.518, Büntetőkísérlet= 8201-ből 6035 á.= 0.736, Lepattanó= 10497 (védő= 7414 á.= 7.5 támadó= 3083 á.= 3.1) á.= 10.6, Dobásblokkolás= 2954 á.= 2.9 Gólpassz= 2441 á.= 2.5, Labdalopás= 1388 á.= 1.4 RÁJÁTSZÁS: Évad= 12, Meccs= 123, Játszott percek= 4221 átlag= 34.3, Összes pont= 2221 á.= 18.1, Mezőnykísérlet= 1604-ből 768 á.= 0.479, Büntetőkísérlet= 966-ból 684 á.= 0.708, Lepattanó= 1301 (védő= 934 á.= 7.6 támadó= 367 á.= 3.0) á.= 10.6, Dobásblokkolás= 312 á.= 2.5, Gólpassz= 280 á.=2.3, Labdalopás= 151 á.= 1.2
ALL-STAR: Évad= 10, Meccs= 10, Játszott percek= 184 á.= 18.4, Összes pont= 141 á.= 14.1, Mezőnykísérlet= 85-ből 50 á.= 0.588, Büntetőkísérlet= 59-ből 41 á.= 0.695, Lepattanó= 62 (védő= 40 á.= 4.0 támadó= 22 á.= 2.2) á.= 6.2, Dobásblokkolás= 13 á.= 1.3, Gólpassz= 8 á.= 0.8, Labdalopás= 13 á.= 1.3 